# Liste der Baudenkmäler in Wald (Solingen)
Die Liste der Baudenkmäler in Wald (Solingen) enthält die denkmalgeschützten Bauwerke auf dem Gebiet von Solingen-Wald, Stadtbezirk Wald, in Nordrhein-Westfalen (Stand: 1. Juli 2022). Diese Baudenkmäler sind in der Denkmalliste der Stadt Solingen eingetragen; Grundlage für die Aufnahme ist das Denkmalschutzgesetz Nordrhein-Westfalen (DSchG NRW).

## Baudenkmäler
| Bild           | Bezeichnung                              | Lage                                                                 | Beschreibung | Bauzeit                                                   | Eingetragen seit                                                             | Denkmal- nummer |
| -------------- | ---------------------------------------- | -------------------------------------------------------------------- | --- | --------------------------------------------------------- | ---------------------------------------------------------------------------- | --------------- |
| weitere Bilder | Wohnhaus                                 | Wald Adolf-Clarenbach-Straße 30 Karte                                | Architektenwohnhaus im Stil des Neuen Bauens | 1929                                                      | 16. September 1985                                                           | 622             |
| weitere Bilder | Jahnkampfbahn Wald                       | Wald Adolf-Clarenbach-Straße 36 Karte                                | Freisportanlage mit umfassenden Backsteinbauten mit Flachdach im Stil des Expressionismus komplettes Stadion einschließlich Ehrenmal im hinteren Bereich des Stadiongeländes                                                                | um 1928                                                   | 4. Oktober 1994                                                              | 814             |
| weitere Bilder | Ehrenmal                                 | Wald Adolf-Clarenbach-Straße 36 Karte                                | Ehrenmal der Stadt Wald zum Gedenken an die Opfer des Ersten Weltkriegs im hinteren Bereich des Stadiongeländes | um 1928                                                   | 4. Oktober 1994                                                              | 814             |
| weitere Bilder | Eckgebäude                               | Wald Alte Straße 2–4 Opferfelder Straße 1 Walder Kirchplatz 21 Karte | Kleines, vollständig verschiefertes Wohn- und Geschäftshaus |                                                           | 9. Oktober 1984                                                              | 62              |
| weitere Bilder | Wohnhaus                                 | Wald Alte Straße 11 Karte                                            | Zweigeschossiges, traufenständiges Schieferhaus mit Satteldach | um 1800                                                   | 27. Dezember 1984                                                            | 460             |
| weitere Bilder | Wohnhaus                                 | Wald Alte Straße 18 Karte                                            | Zweigeschossiges, traufenständiges Schieferhaus mit Satteldach in halbgeschlossener Bauweise |                                                           | 16. Oktober 1984                                                             | 71              |
| weitere Bilder | Wohnhaus                                 | Wald Altenhof 7 Karte                                                | Zweigeschossiges Schieferhaus mit Satteldach, zur Hofschaft Altenhof gehörig |                                                           | 28. Dezember 1984                                                            | 422             |
| weitere Bilder | Wohnhaus                                 | Wald Altenhofer Straße 9 Karte                                       | Zweigeschossiger Putzbau mit Satteldach und Fassade im Stil des Historismus |                                                           | 28. Dezember 1984                                                            | 423             |
| weitere Bilder | Wohnhaus                                 | Wald Altenhofer Straße 14 Karte                                      | Zweigeschossiges, traufenständiges Schieferhaus mit Satteldach | 1874                                                      | 28. Dezember 1984                                                            | 424             |
| weitere Bilder | Wohnhaus                                 | Wald Altenhofer Straße 16 Karte                                      | Zweigeschossiges Schieferhaus in kubischer Bauform mit flachem Walmdach und mit Wintergartenanbau | 1879                                                      | 28. Dezember 1984                                                            | 425             |
| weitere Bilder | Wohnhaus                                 | Wald Altenhofer Straße 20 Karte                                      | Zweigeschossiges, traufenständiges Schieferhaus mit Satteldach |                                                           | 28. Dezember 1984                                                            | 426             |
| weitere Bilder | Wohnhaus                                 | Wald Altenhofer Straße 21 Karte                                      | Zweigeschossiger Putzbau mit Satteldach und Fassade im Stil des Historismus | 1887                                                      | 28. Dezember 1984                                                            | 427             |
| weitere Bilder | Wohnhaus                                 | Wald Altenhofer Straße 23 Karte                                      | Zweigeschossiges Schieferhaus mit flachem Walmdach | 1870                                                      | 17. Januar 1985                                                              | 428             |
| weitere Bilder | Wohnhaus                                 | Wald Altenhofer Straße 33 Karte                                      | Eingeschossiges, traufenständiges Schieferhaus mit Satteldach und Dreiecksgiebel über der Mittelachse |                                                           | 28. Dezember 1984                                                            | 429             |
| weitere Bilder | Wohnhaus                                 | Wald Altenhofer Straße 86 Karte                                      | Zweigeschossiger Putzbau mit flachem Zeltdach und Fassade im Stil des Historismus | um 1891                                                   | 16. Januar 1985                                                              | 431             |
| weitere Bilder | Wohnhaus                                 | Wald Altenhofer Straße 113 Karte                                     | Zweigeschossiges, traufständiges Schieferhaus mit fünf Fensterachsen, Putzsockel und Satteldach |                                                           | 28. Dezember 1984                                                            | 432             |
| weitere Bilder | Gaststättengebäude                       | Wald Augustinerstraße 1 Karte                                        | Zweigeschossiges, zur Augustinerstraße giebelständiges Schieferhaus mit Satteldach und Anbau in Sichtfachwerk |                                                           | 22. November 1984                                                            | 367             |
| weitere Bilder | Wohnhaus                                 | Wald Bausmühlenstraße 6 Karte                                        | Eingeschossiges, traufenständiges Schieferhaus mit Satteldach |                                                           | 28. Dezember 1984                                                            | 434             |
| weitere Bilder | Wohnhaus                                 | Wald Bausmühlenstraße 8 Karte                                        | Eingeschossiges, traufenständiges Schieferhaus mit Satteldach |                                                           | 28. Dezember 1984                                                            | 435             |
| weitere Bilder | Wohnhaus                                 | Wald Bausmühlenstraße 10 Karte                                       | Eingeschossiges, traufenständiges Schieferhaus mit Satteldach |                                                           | 28. Dezember 1984                                                            | 436             |
| weitere Bilder | Wohnhaus                                 | Wald Bausmühlenstraße 12 Karte                                       | Eingeschossiges, traufenständiges Schieferhaus mit Satteldach |                                                           | 27. Dezember 1984                                                            | 437             |
| weitere Bilder | Wohnhaus                                 | Wald Bausmühlenstraße 21 Karte                                       | Burgähnlicher Gebäudekomplex im Stil des Historismus mit zinnenbesetztem Turm | um 1900                                                   | 10. Januar 1985                                                              | 438             |
| weitere Bilder | Wohnhaus                                 | Wald Bavert 3 Karte                                                  | Zweigeschossiges Schieferhaus mit Satteldach, eine bauliche Einheit mit Bavert 7 und 9, zur Hofschaft Bavert gehörig |                                                           | 27. Dezember 1984                                                            | 446             |
| weitere Bilder | Wohnhaus                                 | Wald Bavert 7 Karte                                                  | Zweigeschossiges Fachwerkhaus mit Satteldach, eine bauliche Einheit mit Bavert 3 und 9, zur Hofschaft Bavert gehörig |                                                           | 23. Oktober 1984                                                             | 95              |
| weitere Bilder | Wohnhaus                                 | Wald Bavert 9 Karte                                                  | Zweigeschossiges Schieferhaus mit Satteldach, eine bauliche Einheit mit Bavert 3 und 7, zur Hofschaft Bavert gehörig |                                                           | 27. Dezember 1984                                                            | 445             |
| weitere Bilder | Wohnhaus                                 | Wald Bavert 19 Karte                                                 | Zweigeschossiges Fachwerkhaus mit Satteldach, zur Hofschaft Bavert gehörig |                                                           | 27. Dezember 1984                                                            | 442             |
| weitere Bilder | Wohnhaus                                 | Wald Bavert 44 Karte                                                 | Zweigeschossiges Fachwerkhaus mit Satteldach, eine bauliche Einheit mit Bavert 50, zur Hofschaft Bavert gehörig |                                                           | 27. Dezember 1984                                                            | 441             |
| weitere Bilder | Wohnhaus                                 | Wald Bavert 49 Karte                                                 | Eingeschossiges, traufenständiges Schieferhaus mit Satteldach, zur Hofschaft Bavert gehörig |                                                           | 9. Januar 1985                                                               | 447             |
| weitere Bilder | Wohnhaus                                 | Wald Bavert 50 Karte                                                 | Zweigeschossiges Fachwerkhaus mit Satteldach, eine bauliche Einheit mit Bavert 50, zur Hofschaft Bavert gehörig |                                                           | 27. Dezember 1984                                                            | 440             |
| weitere Bilder | Doppelwohnhaus                           | Wald Bavert 52/54 Karte                                              | Zweigeschossiges Fachwerkhaus mit Satteldach, zur Hofschaft Bavert gehörig |                                                           | 25. Oktober 1984                                                             | 120             |
| weitere Bilder | Doppelwohnhaus                           | Wald Bavert 62 Karte                                                 | Zweigeschossiges Schieferhaus mit Satteldach, eine bauliche Einheit mit Bavert 64, zur Hofschaft Bavert gehörig |                                                           | 27. Dezember 1984                                                            | 439             |
| weitere Bilder | Doppelwohnhaus                           | Wald Bavert 64 Karte                                                 | Zweigeschossiges Schieferhaus mit Satteldach, eine bauliche Einheit mit Bavert 62, zur Hofschaft Bavert gehörig |                                                           | 25. Oktober 1984                                                             | 119             |
| weitere Bilder | Villa                                    | Wald Bebelallee 63 Karte                                             | Eingeschossiger Putzbau mit Mansarddach und Stuckfassade im Stil des Historismus in exponierter Lage über dem Lochbachtal | um 1913                                                   | 12. Februar 1985                                                             | 534             |
| weitere Bilder | ehemaliges Kesselhaus                    | Wald Becher Straße 4 Karte                                           | Ehemalige Kraftzentrale der Schirmstockfabrik Kortenbach & Rauh, Ziegelbau mit prächtiger Jugendstilfassade und Schornstein | 1904                                                      | 3. Januar 1985                                                               | 448             |
| weitere Bilder | Wohnhaus                                 | Wald Becher Straße 25 Karte                                          | Zweigeschossiges, traufenständiges Schieferhaus mit Satteldach und seitlichem Anbau mit Flachdach |                                                           | 27. Dezember 1984                                                            | 449             |
| weitere Bilder | Wohnhaus                                 | Wald Becher Straße 71 Karte                                          | Zweigeschossiges, traufenständiges Schieferhaus mit Satteldach, zur Hofschaft Bech gehörig |                                                           | 18. September 1984                                                           | 7               |
| weitere Bilder | Wohnhaus                                 | Wald Becher Straße 77 Karte                                          | Zweigeschossiges, giebelständiges Fachwerkhaus mit Satteldach, zur Hofschaft Bech gehörig |                                                           | 27. Dezember 1984                                                            | 450             |
| weitere Bilder | Wohnhaus                                 | Wald Becher Straße 81 Karte                                          | Zweigeschossiges, giebelständiges Fachwerkhaus mit Satteldach, zur Hofschaft Bech gehörig | 1757 (Inschrift)                                          | 27. Dezember 1984                                                            | 451             |
| weitere Bilder | Wohnhaus                                 | Wald Becher Straße 84 Karte                                          | Zweigeschossiges, traufenständiges Fachwerkhaus mit Satteldach, zur Hofschaft Bech gehörig |                                                           | 27. Dezember 1984                                                            | 452             |
| weitere Bilder | Wohnhaus                                 | Wald Becher Straße 86 Karte                                          | Zweigeschossiges, traufenständiges Schieferhaus mit Satteldach, zur Hofschaft Bech gehörig |                                                           | 27. Dezember 1984                                                            | 453             |
| weitere Bilder | Wohnhaus                                 | Wald Becher Straße 87 Karte                                          | Zweigeschossiges, giebelständiges Fachwerkhaus mit Satteldach, zur Hofschaft Bech gehörig mit Türinschrift: „Machet die Tore weit und die Thür In der Welt hoch daß der Koenig der Ehren Einziehet. Ao 1756 d. 27 Majius H.L. A.C.S. E. L.“ | 1756 (Türinschrift)                                       | 27. Dezember 1984                                                            | 454             |
| weitere Bilder | Wohnhaus                                 | Wald Becher Straße 88, 90, 92 Karte                                  | Zweigeschossiges, traufenständiges Schieferhaus mit Satteldach, zur Hofschaft Bech gehörig |                                                           | 27. Dezember 1984                                                            | 455             |
| weitere Bilder | Wohnhaus                                 | Wald Becher Straße 91 Karte                                          | Zweigeschossiges, traufenständiges Fachwerkhaus mit Satteldach, zur Hofschaft Bech gehörig |                                                           | 27. Dezember 1984                                                            | 456             |
| weitere Bilder | Wohnhaus                                 | Wald Becher Straße 93 Karte                                          | Zweigeschossiges, traufenständiges Fachwerkhaus mit Satteldach, zur Hofschaft Bech gehörig |                                                           | 27. Dezember 1984                                                            | 457             |
| weitere Bilder | Scheune                                  | Wald Becher Straße 93a Karte                                         | Scheune zu Becher Straße 97, 97a, Eingeschossige Scheune mit Satteldach, ehemalige Werkstatt des Scherenschleifers Carl Leverkus |                                                           | 27. Dezember 1984                                                            | 459             |
| weitere Bilder | Wohnhaus                                 | Wald Becher Straße 94 Karte                                          | Zweigeschossiges, giebelständiges Fachwerkhaus mit Satteldach und kleinem Anbau, zur Hofschaft Bech gehörig |                                                           | 9. Januar 1985                                                               | 458             |
| weitere Bilder | Wohnhaus                                 | Wald Becher Straße 97, 97a Karte                                     | Zweigeschossiges, teils verschiefertes Fachwerkhaus mit verwinkeltem Grundriss und Satteldach, zur Hofschaft Bech gehörig |                                                           | 27. Dezember 1984                                                            | 459             |
| weitere Bilder | Wohnhaus                                 | Wald Becher Straße 99 Karte                                          | Zweigeschossiges Schieferhaus mit Schleppdach, zur Hofschaft Bech gehörig |                                                           | 23. Oktober 1984                                                             | 109             |
| weitere Bilder | Wohnhaus                                 | Wald Charlottenstraße 7 Karte                                        | Zweigeschossiger Putzbau mit Jugendstilfassade |                                                           | 27. Dezember 1984                                                            | 463             |
| weitere Bilder | Villa                                    | Wald Corinthstraße 22 Karte                                          | Zweigeschossiger, spätklassizistischer Villenkubus mit Zeltdach | 1896/1897                                                 | 27. Dezember 1984                                                            | 464             |
| weitere Bilder | Stadtpark                                | Wald Dültgenstaler Straße Karte                                      | Evangelischer Friedhof des 19. Jahrhunderts mit historischen Grabsteinen, heute Parkanlage | 19. Jhdt. (Eröffnung Friedhof), 1952 (Umwandlung in Park) | 17. Januar 1985                                                              | 465             |
| weitere Bilder | Villa                                    | Wald Dültgenstaler Straße 64 Karte                                   | Zweigeschossiger, spätklassizistischer Putzbau mit seitlichem Turm und gelegen in einem parkartigen Garten | 1885                                                      | 27. Dezember 1984 15. August 2011                                            | 467             |
| weitere Bilder | Wohnhaus                                 | Wald Dültgenstaler Straße 100 Karte                                  | Zweigeschossiges, traufenständiges Schieferhaus mit hohem Putzsockel und Satteldach, zur Fabrikkolonie Dültgenstaler Straße gehörig |                                                           | 27. Dezember 1984                                                            | 468             |
| weitere Bilder | Wohnhaus                                 | Wald Dültgenstaler Straße 105–109 Karte                              | Zweigeschossiges, giebelständiges Fachwerkhaus mit Krüppelwalmdach, zur Fabrikkolonie Dültgenstaler Straße gehörig |                                                           | 23. Oktober 1984                                                             | 113             |
| weitere Bilder | Wohnhaus                                 | Wald Dültgenstaler Straße 110, 110a, 112 Karte                       | Zweigeschossiges, traufenständiges Schieferhaus mit Satteldach, zur Fabrikkolonie Dültgenstaler Straße gehörig |                                                           | 27. Dezember 1984                                                            | 469             |
| weitere Bilder | Wohnhaus                                 | Wald Dültgenstaler Straße 111–117 Karte                              | Zweigeschossiges, traufenständiges Fachwerkhaus mit Krüppelwalmdach, zur Fabrikkolonie Dültgenstaler Straße gehörig |                                                           | 26. Oktober 1984                                                             | 141             |
| weitere Bilder | Wohnhaus                                 | Wald Dültgenstaler Straße 114 Karte                                  | Zweigeschossiges, traufenständiges Schieferhaus mit Satteldach, eine bauliche Einheit mit Dültgenstaler Straße 116, zur Fabrikkolonie Dültgenstaler Straße gehörig                                                                          |                                                           | 21. Januar 1985                                                              | 470             |
| weitere Bilder | Wohnhaus                                 | Wald Dültgenstaler Straße 116 Karte                                  | Zweigeschossiges, traufenständiges Schieferhaus mit Satteldach, eine bauliche Einheit mit Dültgenstaler Straße 114, zur Fabrikkolonie Dültgenstaler Straße gehörig                                                                          |                                                           | 21. Januar 1985                                                              | 471             |
| weitere Bilder | Wohnhaus                                 | Wald Dültgenstaler Straße 119 Karte                                  | Zweigeschossiges, traufenständiges Schieferhaus mit Krüppelwalmdach, zur Fabrikkolonie Dültgenstaler Straße gehörig |                                                           | 9. Oktober 1984                                                              | 38              |
| weitere Bilder | Wohnhaus                                 | Wald Dültgenstaler Straße 121, 121a Karte                            | Zweigeschossiges, giebelständiges Schieferhaus mit Krüppelwalmdach, zur Fabrikkolonie Dültgenstaler Straße gehörig |                                                           | 9. Oktober 1984                                                              | 39              |
| weitere Bilder | Wohnhaus                                 | Wald Dültgenstaler Straße 123–127 Karte                              | Zweigeschossiges, traufenständiges Schieferhaus mit Satteldach, zur Fabrikkolonie Dültgenstaler Straße gehörig |                                                           | 21. Januar 1985                                                              | 472             |
| weitere Bilder | Wohnhaus                                 | Wald Eigen 14, 14a Karte                                             | Zweigeschossiges, traufenständiges Schieferhaus mit Bruchsteinsockel und Krüppelwalmdach, zur Hofschaft Eigen gehörig |                                                           | 25. Oktober 1984                                                             | 117             |
| weitere Bilder | Wohnhaus                                 | Wald Eigen 15 Karte                                                  | Zweigeschossiges, traufenständiges Schieferhaus mit Satteldach, zur Hofschaft Eigen gehörig |                                                           | 16. Januar 1985                                                              | 473             |
| weitere Bilder | Doppelwohnhaus                           | Wald Eigen 20, 20a Eigen 22 Karte                                    | Zweigeschossiges, giebelständiges Schieferhaus mit Satteldach, zur Hofschaft Eigen gehörig |                                                           | 21. Januar 1985 22. Januar 1985                                              | 474 475         |
| weitere Bilder | Nebengebäude                             | Wald Eigen 24b Karte                                                 | Eingeschossiges Schieferhaus mit Satteldachg, zur Hofschaft Eigen gehörig von öffentlichem Grund aus nur schlecht einzusehen |                                                           | 22. Januar 1985                                                              | 477             |
| weitere Bilder | Wohnhaus                                 | Wald Ernst-Moritz-Franzen-Straße 7 Karte                             | Zweigeschossiges, traufenständiges Schieferhaus mit Satteldach |                                                           | 22. Januar 1985                                                              | 480             |
| weitere Bilder | Wohnhaus                                 | Wald Felder Hof 14 Karte                                             | Eingeschossiges, giebelständiges Fachkwerkhaus mit Satteldach, zum Felder Hof gehörig |                                                           | 22. Januar 1985                                                              | 481             |
| weitere Bilder | Wohnhaus                                 | Wald Felder Hof 19 Karte                                             | Zweigeschossiges, giebelständiges, teils verschiefertes Fachwerkhaus mit Satteldach, zum Felder Hof gehörig |                                                           | 22. Januar 1985                                                              | 482             |
| weitere Bilder | Wohnhaus                                 | Wald Felder Hof 39 Karte                                             | Zweigeschossiges, traufenständiges Fachkwerkhaus mit Krüppelwalmdach, zum Felder Hof gehörig |                                                           | 18. September 1984                                                           | 19              |
| weitere Bilder | Wohnhaus                                 | Wald Felder Hof 44 Karte                                             | Zweigeschossiges Fachwerkhaus mit Putzsockel und Satteldach in halbgeschlossener Bauweise, zum Felder Hof gehörig |                                                           | 5. Februar 1985                                                              | 484             |
| weitere Bilder | Wohnhaus                                 | Wald Focher Straße 15 Karte                                          | Zweigeschossiges würfelförmiges Wohnhaus im Stil des Klassizismus | 1886                                                      | 30. November 1984                                                            | 247             |
| weitere Bilder | Wohnhaus                                 | Wald Focher Straße 20 Karte                                          | Zweigeschossiges würfelförmiges Wohnhaus mit Wintergartenanbau im Stil des Klassizismus | 1885                                                      | 30. November 1984                                                            | 248             |
| weitere Bilder | Villa                                    | Wald Focher Straße 44 Karte                                          | Zweigeschossiger, traufenständiger Ziegelbau im Landhausstil | um 1880                                                   | 19. August 2010                                                              | 1033            |
| weitere Bilder | Wohnhaus                                 | Wald Friedrich-Albert-Lange-Straße 1 Karte                           | Zweigeschossiges Schieferhaus in kubischer Bauform mit flachem Walmdach und Wintergartenanbau | 1879                                                      | 6. Februar 1985                                                              | 230             |
| weitere Bilder | ehemalige Stadtbücherei                  | Wald Friedrich-Ebert-Straße 65 Karte                                 | Dreigeschossiger Putzbau im Stil des Historismus |                                                           | 17. Januar 1985                                                              | 485             |
| weitere Bilder | ehemaliges Rathaus Wald                  | Wald Friedrich-Ebert-Straße 75/77 Karte                              | Zweigeschossiger Backsteinbau mit Walmdach im Stil der Nordischen Renaissance | 1891/1892                                                 | 17. Januar 1985                                                              | 486             |
| weitere Bilder | Stadtsaal Wald                           | Wald Friedrich-Ebert-Straße 85/87 Karte                              | Zweigeschossige, traufenständige Putzbauten mit Satteldach, rückwärtig angebaut der Veranstaltungssaal |                                                           | 17. Januar 1985 13. September 2011                                           | 488             |
| weitere Bilder | Eckgebäude                               | Wald Friedrich-Ebert-Straße 91 Karte                                 | Dreigeschossiger Putzbau mit Jugendstilelementen |                                                           | 22. Januar 1985                                                              | 489             |
| weitere Bilder | Wohn- und Geschäftshaus                  | Wald Friedrich-Ebert-Straße 213/215 Karte                            | Zweigeschossiges, traufenständiges Schieferhaus mit Satteldach |                                                           | 17. Januar 1985                                                              | 492             |
| weitere Bilder | Wohnhaus                                 | Wald Friedrich-Ebert-Straße 217/219 Karte                            | Zweigeschossiges, traufenständiges Schieferdoppelhaus mit Satteldach |                                                           | 16. Oktober 1984                                                             | 81              |
| weitere Bilder | Wohnhaus                                 | Wald Friedrich-Ebert-Straße 226 Karte                                | Zweigeschossiger Putzbau mit hohem Putzsockel und Krüppelwalmdach |                                                           | 22. Januar 1985                                                              | 493             |
| weitere Bilder | Wohnhaus                                 | Wald Friedrich-Ebert-Straße 228 Karte                                | Zweigeschossiger Putzbau mit hohem Putzsockel und Krüppelwalmdach | um 1800                                                   | 22. Januar 1985                                                              | 494             |
| weitere Bilder | Wohnhaus                                 | Wald Friedrich-Ebert-Straße 230 Karte                                | Zweigeschossiges, giebelständiges, teils verschiefertes Fachwerkhaus mit hohem Putzsockel und Satteldach | 1866                                                      | 22. Januar 1985                                                              | 495             |
| weitere Bilder | Wohnhaus                                 | Wald Friedrich-Ebert-Straße 231 Karte                                | Zweigeschossiges, traufenständiges Schieferhaus mit Putzsockel und Krüppelwalmdach |                                                           | 22. Januar 1985                                                              | 496             |
| weitere Bilder | Nebengebäude                             | Wald Friedrich-Ebert-Straße 233a Karte                               | Zweigeschossiger, giebelständiger Putzbau mit Satteldach |                                                           | 22. Januar 1985                                                              | 496             |
| weitere Bilder | Haustür                                  | Wald Friedrich-Ebert-Straße 243 Karte                                | |                                                           | 22. Januar 1985                                                              | 497             |
| weitere Bilder | Haustür                                  | Wald Fuhr 5 Karte                                                    | |                                                           | 22. Januar 1985                                                              | 500             |
| weitere Bilder | Wohnhaus                                 | Wald Garzenhaus 15 Karte                                             | Zweigeschossiges, traufenständiges Fachwerkhaus mit Satteldach in halbgeschlossener Bauweise, zur Hofschaft Garzenhaus gehörig |                                                           | 22. Januar 1985                                                              | 503             |
| weitere Bilder | Wohnhaus                                 | Wald Garzenhaus 23 Karte                                             | Zweigeschossiges, traufenständiges Fachwerkhaus mit Satteldach, eine bauliche Einheit mit Garzenhaus 25, zur Hofschaft Garzenhaus gehörig                                                                                                   |                                                           | 22. Januar 1985                                                              | 502             |
| weitere Bilder | Wohnhaus                                 | Wald Garzenhaus 25 Karte                                             | Zweigeschossiges, traufenständiges Fachwerkhaus mit Satteldach, eine bauliche Einheit mit Garzenhaus 23, zur Hofschaft Garzenhaus gehörig                                                                                                   |                                                           | 22. Januar 1985                                                              | 501             |
| weitere Bilder | Villa                                    | Wald Gottlieb-Heinrich-Straße 9 Karte                                | Zweigeschossiger Putzbau mit verschachteltem Grundriss | 1904                                                      | 17. Februar 2003                                                             | 1023            |
| weitere Bilder | Baverter Hof                             | Wald Haaner Straße 46 Karte                                          | Zweigeschossiges Schieferhaus mit Krüppelwalmdach, Teil des Vierseithofes Baverter Hof |                                                           | 21. Januar 1985                                                              | 506             |
| weitere Bilder | ehemal. Kuhstall Baverter Hof            | Wald Haaner Straße 48, 46a Karte                                     | Eingeschossiger Stallanbau mit Satteldach, teils in Bruchstein-, teils in Fachwerkbauweise, Teil des Vierseithofes Baverter Hof ehemals Haaner Straße 50                                                                                    |                                                           | 21. Januar 1985                                                              | 507             |
| weitere Bilder | Baverter Hof                             | Wald Haaner Straße 52, 54, 56 Karte                                  | Ein- bis zweigeschossiger Putzbau mit Satteldach, Teil des Vierseithofes Baverter Hof ehemals Haaner Straße 48, 50, 52 |                                                           | 18. April 1986                                                               | 628             |
| weitere Bilder | Wohnhaus                                 | Wald Haaner Straße 160 Karte                                         | Zweigeschossiges, traufenständiges Schieferhaus mit Satteldach, eine bauliche Einheit mit Untenitter 2, zur Hofschaft Untenitter gehörig |                                                           | 21. Januar 1985                                                              | 508             |
| weitere Bilder | Wohnhausgruppe                           | Wald Häuschen 2, 5 Karte                                             | Hofartige Anlage mit teils verschiefertem Fachwerkhaus mit Nebengebäude |                                                           | 21. Januar 1985                                                              | 509             |
| weitere Bilder | Wohnhaus                                 | Wald Häuschen 6, 7 Karte                                             | Hofartige Anlage mit teils verschiefertem Fachwerkhaus mit Nebengebäude |                                                           | 22. Januar 1985                                                              | 510             |
| weitere Bilder | Grundschule                              | Wald Heidstraße 11 Karte                                             | Zweieinhalbgeschossiger Putzbau mit Jugendstilelementen Gebäudehülle | um 1911                                                   | 30. Oktober 1984                                                             | 159             |
| weitere Bilder | Villa Robert Krups                       | Wald Heresbachstraße 7 Karte                                         | Zweieinhalbgeschossige Fabrikantenvilla im Stil des Neoklassizismus | Anf. 20. Jh.                                              | 29. April 2014                                                               | 1043            |
| weitere Bilder | Villa Walter Krups                       | Wald Heresbachstraße 16 Karte                                        | Eineinhalbgeschossige Fabrikantenvilla im Neubergischen Stil in parkartigem Grundstück | 1912 bis 1913                                             | 31. Januar 2014                                                              | 1042            |
| weitere Bilder | Wohnhaus                                 | Wald Heresbachstraße 21 Karte                                        | Zweigeschossiges, traufenständiges Schieferhaus mit vier Fensterachsen, Putzsockel, Satteldach |                                                           | 25. Oktober 1984                                                             | 126             |
| weitere Bilder | Wohnhaus                                 | Wald Heukämpchenstraße 3 Karte                                       | Zweigeschossiger, traufenständiger Putzbau mit historistischer Fassade |                                                           | 21. Januar 1985                                                              | 511             |
| weitere Bilder | Wohn- und Geschäftshaus                  | Wald Heukämpchenstraße 5, 5a Karte                                   | Zwei- bis dreigeschossiger Putzbau in Straßenecklage mit historistischer Fassadengestaltung und haubenbekröntem Turmerker (ehemaliges Möbelhaus)                                                                                            |                                                           | 21. Januar 1985                                                              | 512             |
| weitere Bilder | Wohnhaus                                 | Wald Heukämpchenstraße 12 Karte                                      | Zweigeschossiges, traufenständiges Schieferhaus mit Putzsockel und Satteldach |                                                           | 25. Oktober 1984                                                             | 118             |
| weitere Bilder | Wohnhaus                                 | Wald Igelsforst 2, 4 Karte                                           | Zweigeschossiger, traufenständiger Putzbau mit Satteldach, zur Ortslage Igelsforst gehörig |                                                           | 6. Februar 1985                                                              | 513             |
| weitere Bilder | ehem. Freizeitpark Ittertal              | Ittertalstraße 50 Karte                                              | Gaststätte Wasserkarussell Märchenwald |                                                           | 21. Januar 1985 14. Juni 2011 (Ergänzung)                                    | 514             |
| weitere Bilder | Wohnhaus                                 | Wald Ittertalstraße 92, 94 Karte                                     | Zweigeschossiges, traufenständiges Fachwerkdoppelhaus mit Satteldach, zur Hofschaft Mittelitter gehörig |                                                           | 21. Januar 1985                                                              | 515             |
| weitere Bilder | Wohnhaus                                 | Wald Kornstraße 27a Karte                                            | Zweigeschossiges, giebelständiges Schieferhaus mit Satteldach, zur Hofschaft Bech gehörig |                                                           | 22. Januar 1985                                                              | 517             |
| weitere Bilder | Wohnhaus                                 | Wald Kornstraße 33, 33a Karte                                        | Zweigeschossiges, traufenständiges Fachwerkhaus mit Satteldach, zur Hofschaft Bech gehörig | 18. Jahrhundert                                           | 22. Januar 1985                                                              | 518             |
| weitere Bilder | ehemalige Bausmühle                      | Wald Kotzerter Straße 11, 11a Karte                                  | Eineinhalbgeschossiges Fachwerkhaus mit Natursteinsockel und Mansardwalmdach | 1728                                                      | 22. Januar 1985                                                              | 519             |
| weitere Bilder | Wohnhaus am Zieleskotten                 | Wald Kotzerter Straße 25, 25a Karte                                  | Zweigeschossiges, teils verschieferters Fachwerkhaus mit Satteldach | 1780                                                      | 12. Juni 1987                                                                | 794             |
| weitere Bilder | Wohnhaus                                 | Wald Krausen 21, 23 Karte                                            | Zweigeschossiges, traufenständiges Fachwerkhaus mit Satteldach, zur Hofschaft Krausen gehörig |                                                           | 22. Januar 1985                                                              | 520             |
| weitere Bilder | Wohnhaus                                 | Wald Krausen 32 Karte                                                | Zweigeschossiges, traufenständiges Fachwerkhaus mit Satteldach, zur Hofschaft Krausen gehörig |                                                           | 17. Januar 1985                                                              | 521             |
| weitere Bilder | Wohnhaus                                 | Wald Krausen 36 Karte                                                | Zweigeschossiges, giebelständiges Fachwerkhaus mit Satteldach, zur Hofschaft Krausen gehörig |                                                           | 22. Januar 1985                                                              | 522             |
| weitere Bilder | Wohnhaus                                 | Wald Liebermannstraße 52, 54 Karte                                   | Zweigeschossiges, giebelständiges Fachwerkhaus, zum ehemaligen Hof Scheiderfeld gehörig | um 1850                                                   | 27. Dezember 1984                                                            | 466             |
| weitere Bilder | Schieferhaus Walder Kotten               | Wald Locher Straße 17 Karte                                          | Eingeschossiges Schieferhaus mit Satteldach | Mitte 19. Jahrhundert                                     | 16. Oktober 1984                                                             | 87              |
| weitere Bilder | Fabrikgebäude Walder Kotten              | Wald Locher Straße 17 Karte                                          | Eingeschossiger Ziegelbau mit Satteldach und Schornstein, beherbergt das Laurel & Hardy Museum | 1890                                                      | 16. Oktober 1984                                                             | 87              |
| weitere Bilder | Wohnhaus                                 | Wald Locher Straße 68 Karte                                          | Zweigeschossiges, giebelständiges Fachwerkhaus mit Satteldach auf L-förmigem Grundriss, zur Hofschaft Loch gehörig | Mitte 18. Jahrhundert                                     | 22. Januar 1985                                                              | 526             |
| weitere Bilder | Wohnhaus                                 | Wald Locher Straße 76 Karte                                          | Zweigeschossiges, giebelständiges Fachwerkhaus mit Satteldach, zur Hofschaft Loch gehörig |                                                           | 22. Januar 1985                                                              | 527             |
| weitere Bilder | Wohnhaus                                 | Wald Locher Straße 81 Karte                                          | Zweigeschossiges, teils verschiefertes Fachwerkhaus mit Satteldach, zur Hofschaft Loch gehörig |                                                           | 22. Januar 1985                                                              | 528             |
| weitere Bilder | Wohnhaus                                 | Wald Locher Straße 83, 85 Karte                                      | Zweigeschossiges Fachwerkhaus mit Satteldach und Anbau, zur Hofschaft Loch gehörig |                                                           | 22. Januar 1985                                                              | 529             |
| weitere Bilder | Wohnhaus                                 | Wald Locher Straße 88 Karte                                          | Zweigeschossiges, traufenständiges Fachwerkhaus mit Satteldach, zur Hofschaft Loch gehörig |                                                           | 29. Januar 1985                                                              | 530             |
| weitere Bilder | ehemaliger Locher Hammer                 | Wald Locher Straße 91 Karte                                          | Zweigeschossiger Putzbau mit Satteldach |                                                           | 17. Januar 1985                                                              | 531             |
| weitere Bilder | Wohnhausgruppe                           | Wald Mummenscheid 4, 5, 6, 8 Karte                                   | Hofartige Anlage aus einem zweigeschossigen Fachwerkhaus mit Satteldach und Nebengebäuden, die den Hof Mummenscheid bilden |                                                           | 29. Januar 1985                                                              | 535             |
| weitere Bilder | Wohnhaus                                 | Wald Obenitterstraße 55 Karte                                        | Zweigeschossiges Fachwerkhaus mit Satteldach, eine bauliche Einheit mit Obenitterstraße 57, zur Hofschaft Obenitter gehörig | 18. Jahrhundert                                           | 29. Januar 1985 26. Mai 2010 (Backhaus)                                      | 536             |
| weitere Bilder | Wohnhaus                                 | Wald Obenitterstraße 57 Karte                                        | Zweigeschossiges, giebelständiges Fachwerkhaus mit Satteldach, das Obergeschoss der Giebelseite auf Knaggen vorkragend, eine bauliche Einheit mit Obenitterstraße 55, zur Hofschaft Obenitter gehörig                                       | 17. Jahrhundert                                           | 5. Februar 1985                                                              | 537             |
| weitere Bilder | Eckgebäude                               | Wald Opferfelder Straße 2 Stresemannstraße 9 Karte                   | Dreigeschossiger, traufenständiger Putzbau mit Jugendstilelementen |                                                           | 10. Juni 1994                                                                | 943             |
| weitere Bilder | Wohn- und Geschäftshaus                  | Wald Opferfelder Straße 18 Karte                                     | Zweigeschossiges, traufenständiges Schieferhaus mit Satteldach, eine bauliche Einheit mit Opferfelder Straße 20 |                                                           | 29. Januar 1985                                                              | 539             |
| weitere Bilder | Wohnhaus                                 | Wald Opferfelder Straße 20 Karte                                     | Zweigeschossiges, traufenständiges Schieferhaus mit Satteldach, Giebelseite in Sichtfachwerk, eine bauliche Einheit mit Opferfelder Straße 18                                                                                               |                                                           | 30. November 1984                                                            | 73              |
| weitere Bilder | Wohnhausgruppe                           | Wald Opferfelder Straße 32, 34, 36, 38 Karte                         | Zweigeschossiges, traufenständiges Fachwerkhaus mit Satteldach |                                                           | 29. Januar 1985                                                              | 540             |
| weitere Bilder | Wohnhaus                                 | Wald Opferfelder Straße 40, 42 Karte                                 | Zweigeschossiges, giebelständiges, teils verschiefertes Fachwerkhaus mit Krüppelwalmdach |                                                           | 29. Januar 1985                                                              | 541             |
| weitere Bilder | Wohnhaus                                 | Wald Opferfelder Straße 46 Karte                                     | Zweigeschossiges, traufenständiges Schieferhaus mit Satteldach |                                                           | 29. Januar 1985                                                              | 542             |
| weitere Bilder | Eckgebäude                               | Wald Poststraße 18 Karte                                             | Dreigeschossiger, traufenständiger Putzbau mit Jugendstilelementen |                                                           | 3. Juni 1994                                                                 | 942             |
| weitere Bilder | Wohnhaus                                 | Wald Poststraße 20 Karte                                             | Dreigeschossiger, traufenständiger Putzbau im Stil des Historismus |                                                           | 29. Januar 1985                                                              | 543             |
| weitere Bilder | Wohnhaus                                 | Wald Poststraße 22 Karte                                             | Zweigeschossiger, traufenständiger Ziegelbau mit Zierfachwerkelementen |                                                           | 29. Januar 1985                                                              | 544             |
| BW             | Grabplatte                               | Wald Pützgasse 1 Karte                                               | Grabplatte vom benachbarten Walder Kirchhof ist als Teil des Kellerfußbodens eines Vorgängerbaus des heutigen Eckhauses verbaut worden und daher nicht öffentlich zugänglich.                                                               |                                                           | 22. Januar 1985                                                              | 491             |
| weitere Bilder | Nebengebäude                             | Wald Pützgasse 3 Karte                                               | Eingeschossiges Schieferhaus mit Satteldach |                                                           | 23. Oktober 1984                                                             | 110             |
| weitere Bilder | Wohnhaus                                 | Wald Rolsberg 4 Karte                                                | Zweigeschossiges, teils verschiefertes Fachwerktraufenhaus mit Satteldach | 1725 (Türinschrift)                                       | 8. Februar 1985                                                              | 547             |
| weitere Bilder | Haustür und Schuppen                     | Wald Rolsberg 8a Karte                                               | Kleiner, eingeschossiger Fachwerkschuppen mit Satteldach |                                                           | 29. Januar 1985                                                              | 548             |
| weitere Bilder | Wohnhaus                                 | Wald Rolsberger Straße 55 Karte                                      | Großer, zweigeschossiger, in Teilen verschieferter Fachwerkhauskomplex mit verschachteltem Grundriss der Hausnummern 55, 55a, 57, 57a |                                                           | 29. Januar 1985                                                              | 549             |
| weitere Bilder | Wohnhaus                                 | Wald Rolsberger Straße 55a Karte                                     | Großer, zweigeschossiger, in Teilen verschieferter Fachwerkhauskomplex mit verschachteltem Grundriss der Hausnummern 55, 55a, 57, 57a |                                                           | 29. Januar 1985                                                              | 550             |
| weitere Bilder | Wohnhaus                                 | Wald Rolsberger Straße 57 Karte                                      | Großer, zweigeschossiger, in Teilen verschieferter Fachwerkhauskomplex mit verschachteltem Grundriss der Hausnummern 55, 55a, 57, 57a |                                                           | 29. Januar 1985                                                              | 551             |
| weitere Bilder | Wohnhaus                                 | Wald Rolsberger Straße 57a Karte                                     | Großer, zweigeschossiger, in Teilen verschieferter Fachwerkhauskomplex mit verschachteltem Grundriss der Hausnummern 55, 55a, 57, 57a |                                                           | 8. Februar 1985                                                              | 552             |
| weitere Bilder | Wohnhaus                                 | Wald Röntgenstraße 24 Karte                                          | Zweigeschossiges Fachwerkhaus mit Satteldach, zur Hofschaft Bech gehörig |                                                           | 29. Januar 1985                                                              | 545             |
| weitere Bilder | Wohnhaus                                 | Wald Röntgenstraße 24a Karte                                         | Zweigeschossiges Fachwerkhaus mit Satteldach, Erdgeschoss verschiefert, zur Hofschaft Bech gehörig |                                                           | 31. Januar 1985                                                              | 546             |
| weitere Bilder | Hoftor                                   | Wald Rosenkamper Straße 55 Karte                                     | transloziert von Friedrich-Ebert-Straße 84 nach Gebäudeabbruch |                                                           | 22. Januar 1985                                                              | 487             |
| weitere Bilder | Scheider Mühle                           | Wald Scheider Mühle 1, 2 Karte                                       | Zweigeschossiges Fachwerkhaus mit Nebengebäude |                                                           | 18. September 1984 13. Dezember 1999 (Scheune) 3. April 2000 (Zwischentrakt) | 3               |
| weitere Bilder | Haustür                                  | Wald Sonnenschein 60 Karte                                           | |                                                           | 29. Januar 1985                                                              | 553             |
| weitere Bilder | Wohnhaus                                 | Wald Spitzwegstraße 11 Karte                                         | Zweigeschossiges, traufenständiges Schieferhaus mit Satteldach, vierachsig, Putzsockel, Traufgesims, Hauseingang seitlich | 19. Jahrhundert                                           | 29. Januar 1985                                                              | 554             |
| weitere Bilder | ehem. Schirmstockfabrik                  | Wald Stockstraße Karte                                               | Dreigeschossiger unverputzter Ziegelbau mit Flachdach, zehnachsig, hoher Putzsockel, versprosste Fenster, Fassadengliederung durch Fenster- und Gurtgesims, Lisene                                                                          | 1895                                                      | 29. Januar 1985                                                              | 554             |
| weitere Bilder | Wohnhaus                                 | Wald Spitzwegstraße 13 Karte                                         | Eingeschossiger, traufenständiger Putzbau mit Satteldach |                                                           | 29. Januar 1985                                                              | 555             |
| weitere Bilder | Wohn- und Geschäftshaus (Adler-Apotheke) | Wald Stresemannstraße 8 Karte                                        | Zweigeschossiges, traufenständiges Schieferhaus mit Satteldach, fünfachsig, Steinsockel, repräsentatives Eingangsportal |                                                           | 29. Januar 1985                                                              | 558             |
| weitere Bilder | Wohn- und Geschäftshaus                  | Wald Stresemannstraße 14 Karte                                       | Zweigeschossiges, giebelständiges Schieferhaus mit Satteldach |                                                           | 15. August 2011                                                              | 559             |
| weitere Bilder | Wohnhaus                                 | Wald Stresemannstraße 15a, 15b, 15c Karte                            | Zweigeschossiges Fachwerkhaus mit Satteldach auf verwinkeltem Grundriss |                                                           | 20. Februar 1985                                                             | 560             |
| weitere Bilder | Wohn- und Geschäftshaus                  | Wald Stresemannstraße 22 Karte                                       | Zweigeschossiges, traufenständiges Fachwerkhaus mit Satteldach, dreiachsig, mit Zwerchhaus über der Mittelachse, Ladeneinbau im Erdgeschoss                                                                                                 |                                                           | 9. Oktober 1984                                                              | 51              |
| weitere Bilder | Wohnhaus                                 | Wald Stresemannstraße 30 Karte                                       | Dreieinhalbgeschossiger, traufenständiger Putzbau mit historistischer Fassadengestaltung einschließlich Saalbau |                                                           | 18. April 1995 12. Mai 2003                                                  | 951             |
| weitere Bilder | Eckgebäude                               | Wald Stresemannstraße 31 Karte                                       | Dreigeschossiger, traufenständiger Ziegelbau mit Turmerker und historistischer Fassade |                                                           | 29. Januar 1985                                                              | 562             |
| weitere Bilder | Villa                                    | Wald Stresemannstraße 35 Karte                                       | Zweigeschossiger, traufenständiger Putzbau im Stil des Spätklassizismus | 1896                                                      | 29. Januar 1985                                                              | 563             |
| weitere Bilder | Wohnhaus                                 | Wald Stresemannstraße 39 Karte                                       | Zweigeschossiger, traufenständiger Putzbau im Stil des Klassizismus |                                                           | 29. Januar 1985                                                              | 564             |
| weitere Bilder | Villa                                    | Wald Stübbener Straße 19 Karte                                       | Zweigeschossiger Putzbau mit Jugendstilfassade und schmalem Turm | 1902                                                      | 29. Januar 1985                                                              | 565             |
| weitere Bilder | Wohnhaus                                 | Wald Tiefendick 3b Karte                                             | Zweigeschossiges, giebelständiges Fachwerkhaus mit Satteldach, zweiachsig, Giebelseite verschiefert. hoher Bruchsteinsockel, zur Hofschaft Tiefendick gehörig                                                                               |                                                           | 29. Januar 1985                                                              | 566             |
| weitere Bilder | Wohnhaus                                 | Wald Untenitter 2 Karte                                              | Zweigeschossiges, traufenständiges Schieferhaus mit Satteldach, eine bauliche Einheit mit Haaner Straße 160, zur Hofschaft Untenitter gehörig                                                                                               |                                                           | 4. August 1987                                                               | 801             |
| weitere Bilder | ehemalige Scheune                        | Wald Untenitter 4 Karte                                              | Eingeschossiges, giebelständiges Fachwerkhaus mit Satteldach, zur Hofschaft Untenitter gehörig |                                                           | 4. August 1987                                                               | 802             |
| weitere Bilder | evangelische Kirche                      | Wald Walder Kirchplatz 1 Karte                                       | Kirchenbau bestehend aus einem romanischen Turm mit geschweifter Turmhaube aus dem Barock und einem im klassizistischen Stil ausgeführten Langhaus                                                                                          | 12. Jahrhundert (Turm), 1823 (Saalanbau)                  | 22. Januar 1985                                                              | 490             |
| weitere Bilder | Wohnhaus                                 | Wald Walder Kirchplatz 3 Karte                                       | Zweigeschossiges, giebelständiges Schieferhaus mit hohem Krüppelwalmdach, vierachsig, Bruchsteinsockel, Traufgesims | 1650                                                      | 16. Oktober 1984                                                             | 88              |
| weitere Bilder | Wohnhaus                                 | Wald Weyerstraße 161, 163 Karte                                      | Zweigeschossiger, traufenständiger Putzbau mit historistischer Fassade und Satteldach | 1888                                                      | 29. Januar 1985                                                              | 567             |
| weitere Bilder | Wohnhaus                                 | Wald Weyerstraße 182 Karte                                           | Zweigeschossiger, traufenständiger Putzbau mit historistischer Fassade und Satteldach |                                                           | 1985 16. Juli 2001 (Neueintragung)                                           | 569             |
| weitere Bilder | Wohnhaus                                 | Wald Weyerstraße 200 Karte                                           | Zweigeschossiges, traufenständiges Schieferhaus mit Satteldach |                                                           | 13. Februar 1985                                                             | 570             |
| weitere Bilder | Villa                                    | Wald Weyerstraße 217 Karte                                           | Zweigeschossiger, traufenständiger Putzbau mit Fassade im Stil des Spätklassizismus | um 1900                                                   | 19. September 1985                                                           | 571             |
| weitere Bilder | Wohnhaus                                 | Wald Weyerstraße 223 Karte                                           | Zweieinhalbgeschossiger, traufenständiger Putzbau mit Mansarddach | 1908/1909                                                 | 21. Oktober 2013                                                             | 1039            |
| weitere Bilder | Villa                                    | Wald Weyerstraße 227 Karte                                           | Zweigeschossiger Putzbau mit historistischer Fassade und Mansardflachdach, seitlicher Turm, Turmhaube fehlend | 1889                                                      | 21. Oktober 2013                                                             | 1040            |
| weitere Bilder | Wohnhaus                                 | Wald Weyerstraße 234, 236 Karte                                      | Zweigeschossiger, traufenständiger Putzbau mit Satteldach auf verwinkeltem Grundriss |                                                           | 29. Januar 1985                                                              | 572             |
| weitere Bilder | Kyllmannshof                             | Wald Weyerstraße 235 Karte                                           | Zweigeschossiger, traufenständiger Putzbau mit Sandsteinrahmungen und Mansarddach | 1783/1785                                                 | 9. Oktober 1984                                                              | 52              |
| weitere Bilder | Wohnhaus                                 | Wald Weyerstraße 241 Karte                                           | Zweigeschossiges, traufenständiges Schieferhaus mit Krüppelwamdach | um 1840                                                   | 9. Oktober 1984                                                              | 58              |
| weitere Bilder | Wohnhaus                                 | Wald Weyerstraße 243 Karte                                           | Zweigeschossiges, traufenständiges Schieferhaus mit Krüppelwamdach |                                                           | 9. Oktober 1984                                                              | 32              |
| weitere Bilder | Wohnhaus                                 | Wald Weyerstraße 249, 249a Karte                                     | Dreigeschossiges, traufenständiges Schieferhaus mit Walmdach | 1780                                                      | 17. Januar 1985                                                              | 574             |
| weitere Bilder | Doppelwohnhaus                           | Wald Weyerstraße 298, 298a Karte                                     | Doppelhaus bestehend aus zwei zweigeschossigen, traufenständigen Schieferhäusern mit Satteldach, jeweils vierachsig, Putzsockel, Hauseingänge seitlich                                                                                      | 19. Jahrhundert                                           | 29. Januar 1985                                                              | 575             |
| weitere Bilder | Wohnhaus                                 | Wald Weyerstraße 300, 302 Karte                                      | Zweigeschossiger, traufenständiger Putzbau mit Satteldach |                                                           | 17. Januar 1985                                                              | 576             |
| weitere Bilder | Villa                                    | Wald Weyerstraße 301 Karte                                           | Zweigeschossige, traufenständige Turmvilla im spätklassizistischen Stil | 1875                                                      | 21. Oktober 2013                                                             | 1041            |
| weitere Bilder | ehem. Wiedenhof                          | Wald Wiedenhofer Straße 37 Karte                                     | Zweigeschossiges Schieferhaus in 5:2 Achsen mit Satteldach, Natursteinsockel, Traufgesims und Zwerchhaus über der Mittelachse |                                                           | 29. Januar 1985                                                              | 577             |
| weitere Bilder | Wohnhaus                                 | Wald Wiedenkamper Straße 27 Karte                                    | Eingeschossiges, traufenständiges Schieferhaus mit Satteldach, dreiachsig, hoher Putzsockel mit Freitreppe | 19. Jahrhundert                                           | 29. Januar 1985                                                              | 578             |
| weitere Bilder | Wohnhaus                                 | Wald Wittkuller Straße 83 Karte                                      | Eingeschossiges, traufenständiges Schieferhaus mit Satteldach, vierachsig, schmaler Putzsockel, Traufgesims | 19. Jahrhundert                                           | 29. Januar 1985                                                              | 579             |
| weitere Bilder | Wohnhaus                                 | Wald Wittkuller Straße 125a Karte                                    | Zweigeschossiges Fachwerkhaus mit Putzsockel und Satteldach, Andreaskreuzen im Fachwerk, eine bauliche Einheit mit Wittkuller Straße 125 |                                                           | 5. Februar 1985                                                              | 581             |

## Ehemalige Baudenkmäler
| Bild           | Bezeichnung                   | Lage                                    | Beschreibung                                                                                     | Bauzeit       | Eingetragen seit                          | Denkmal- nummer |
| -------------- | ----------------------------- | --------------------------------------- | ------------------------------------------------------------------------------------------------ | ------------- | ----------------------------------------- | --------------- |
| weitere Bilder | Verwaltungsgebäude Roter Esel | Wald Friedrich-Ebert-Straße 35/37 Karte | Verschachtelter, zweigeschossiger Ziegelbau mit hervortretenden Risaliten und Satteldach Fassade | 1876          | 30. Oktober 1984 ausgetragen im Jahr 2011 | 157             |
| weitere Bilder | Wilhelm-Hartschen-Schule      | Wald Liebigstraße 21 Karte              | Ein- bis zweigeschossiger Putzbau mit Satteldach Fassade                                         | um 1893       | 30. Oktober 1984 ausgetragen im Jahr 2015 | 158             |
| weitere Bilder | Grundschule                   | Wald Wittkuller Straße 23 Karte         | Zweigeschossiger, giebelständiger Ziegelbau mit Satteldach Gebäudehülle                          | 1894 bis 1895 | 30. Oktober 1984 ausgetragen im Jahr 2015 | 161             |